# Anna rakkaudelle tilaisuus
"Anna rakkaudelle tilaisuus" (em português: "Dá uma oportunidade ao amor") foi a canção finlandesa no Festival Eurovisão da Canção 1978 que teve lugar em Paris. Foi interpretada em finlandês por Seija Simola. A canção tinha letra de Reijo Karvonen e Seija Simola, fora composta por Reijo Karvonen e foi orquestrada por Ossi Runne.
A canção finlandesa foi a quarta a ser interpretada na noite do festival, depois da canção italiana e antes da portuguesa interpretada pelos Gemini. A canção finlandesa terminou a competição em 18.º lugar (empatada com a canção turca, apenas recebendo dois pontos (da Noruega). Seimola gravou uma versão inglesa "Give love a chance".
A canção é dirigida a uma rapaz que está crescendo e que no momento tudo lhe parece novo e excitante, mas que em breve já não terá uma opinião tão positiva. Segundo a letra da canção, devemos dar uma oportunidade ao amor em vez de permanecermos positivos.